# Esotismo

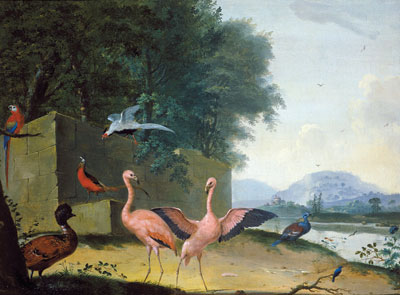
Panorama con uccelli esotici nel XVIII secolo.

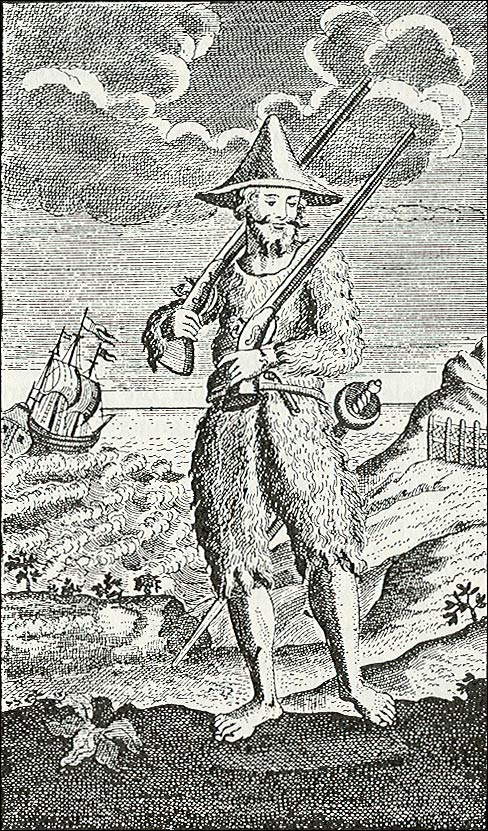
Robinson Crusoe, illustrazione svedese del 1752.

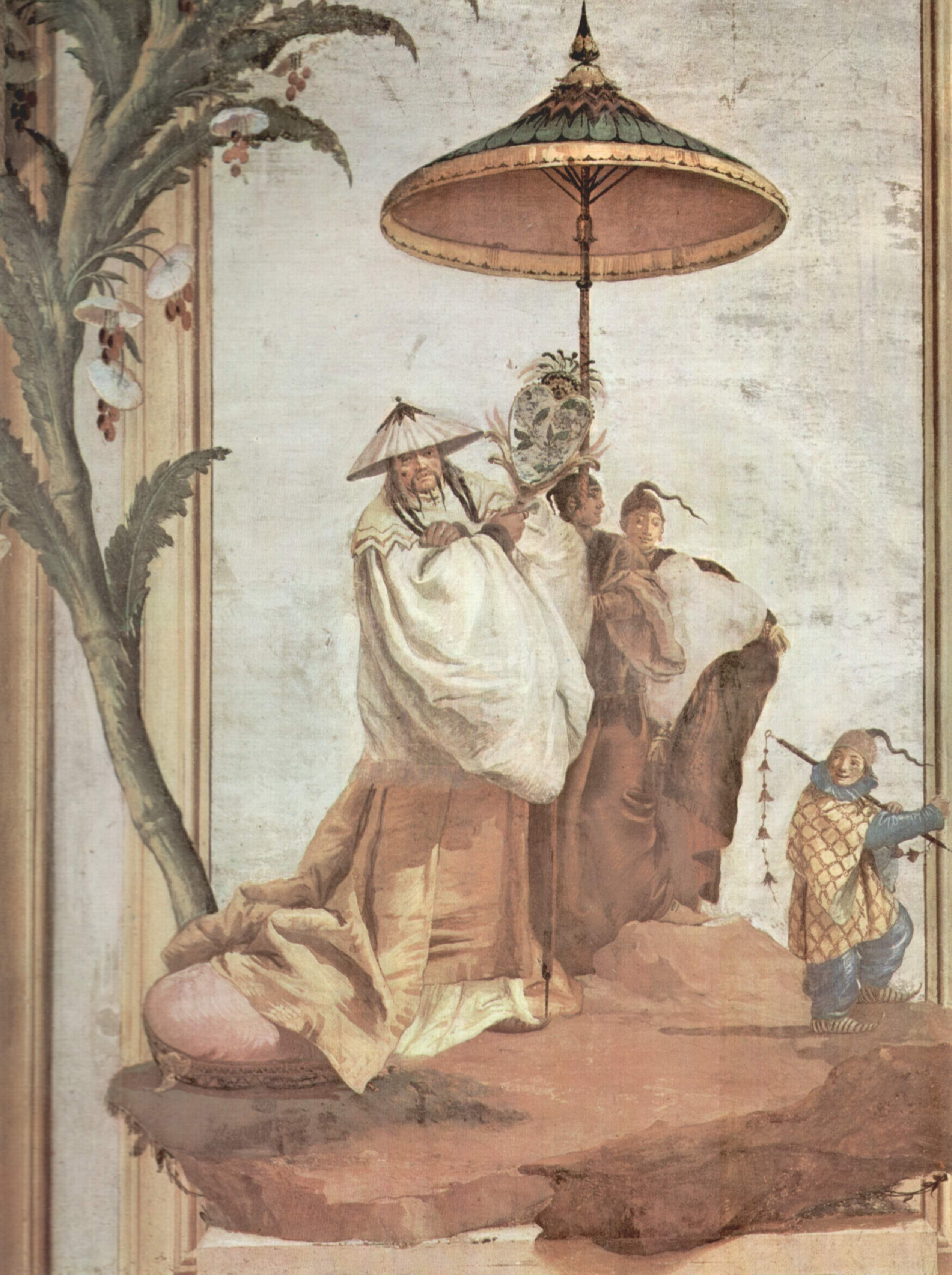
Chinoiseries a Villa Valmarana "Ai Nani" (Giandomenico Tiepolo, 1757).

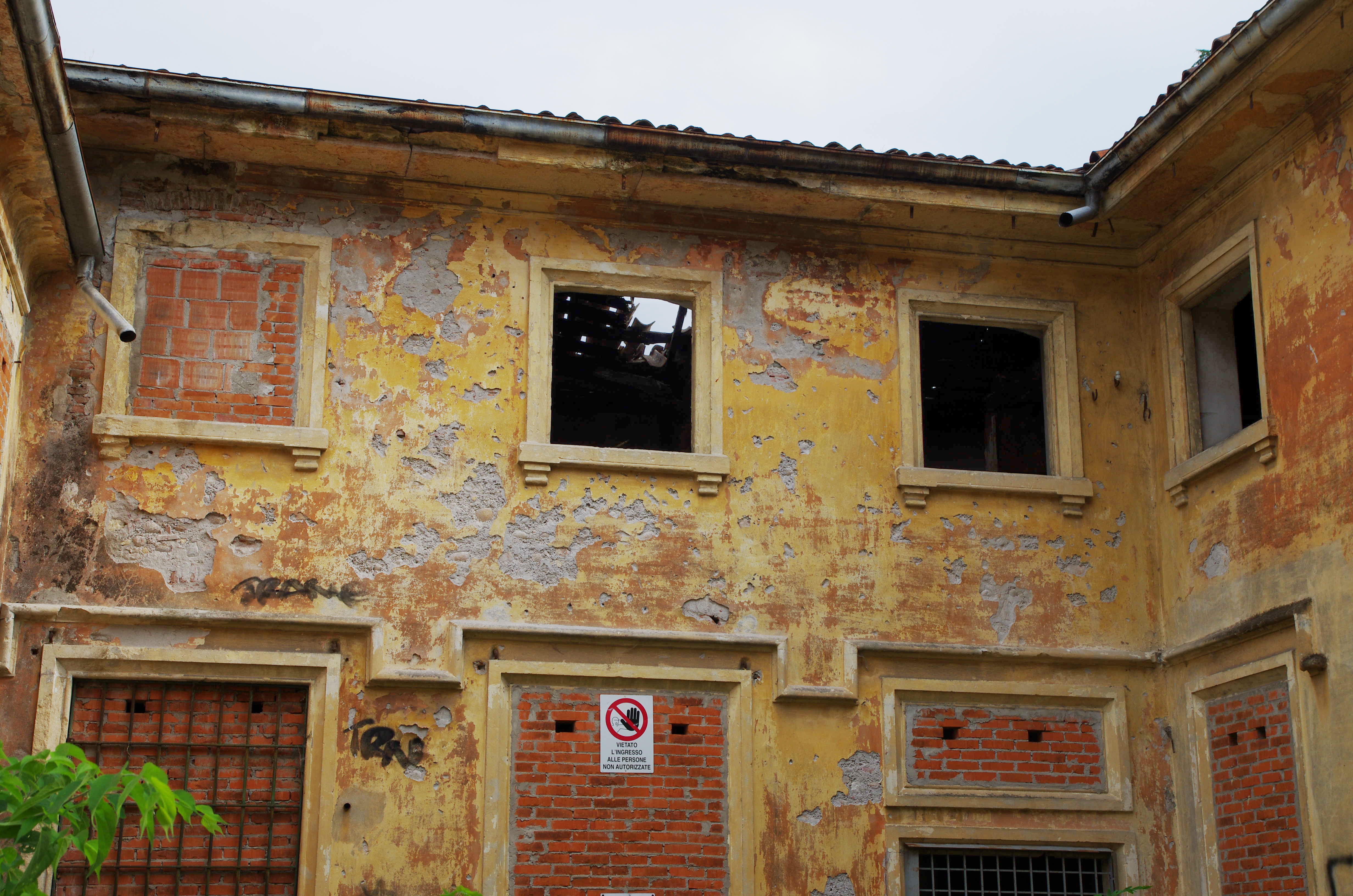
Fianco della Palazzina di Villa Pellegrini Marioni Pullè a Chievo.

L'esotismo (estensione del termine esotico, derivato dal greco: ἐξωτικός) è un fenomeno culturale che tende ad esaltare ed imitare, specie nell'arte, forme e suggestioni di paesi lontani, sviluppatosi a partire dal XVIII secolo e grandemente diffuso in Europa specialmente dopo il Romanticismo. Il fenomeno è caratterizzato da un fervido apprezzamento di luoghi, popoli e costumi stranieri e talvolta anche il contemporaneo svilimento pessimistico del costume e delle tradizioni patrie.

## Storia

### Le origini
In forme diverse l'esotismo fa la sua apparizione in Europa già nel Medioevo, con imitazioni di motivi ornamentali orientali, anche per la influenza a lungo esercitata dai bizantini, mentre in pittura (vedi ad esempio alcuni dipinti di Giotto) non di rado compaiono personaggi vestiti con ricche stoffe d'Oriente.
La curiosità e il gusto imitativo per la cultura e i costumi orientali nel corso dei secoli verranno poi alimentati dalla presenza degli eserciti cristiani in Medio Oriente durante le diverse Crociate, dai racconti di viaggio dei mercanti e dei primi esploratori dell'Asia, come Marco Polo. Nella Repubblica di Venezia, già nei primi secoli della sua storia, nell'edificare chiese e palazzi si fa largo uso di ricchi elementi decorativi orientaleggianti.

### La diffusione del fenomeno
Ma è soprattutto a partire dal XVI secolo, con lo sviluppo del colonialismo, che l'Europa moltiplica enormemente i suoi contatti sia con il nuovo mondo americano, sia con l'oriente e con l'Africa, sviluppando di conseguenza un sempre maggiore interesse e curiosità per tutto ciò che appartiene alle terre più lontane.
È più ancora nel XVIII secolo che l'esotismo inizia a diventare un vero e proprio fenomeno culturale che interessa praticamente tutte le arti, dalla pittura alla letteratura all'architettura. All'epoca non vi è ad esempio residenza o palazzo reale nelle più grandi monarchie europee che non abbia una stanza cinese, arredata cioè secondo lo stile, i colori e persino i materiali e mobili originali provenienti dall'estremo oriente. A partire dal XVI secolo sempre più spesso, nei dipinti e negli affreschi che ornano le residenze aristocratiche, vengono inseriti paesaggi e animali esotici, come pappagalli, scimmie, tucani, elefanti, pantere.
Senza dubbio un contributo decisivo per lo svilupparsi del fascino dell'esotico viene dato dal pensiero di Jean-Jacques Rousseau, che esalta il rapporto dell'individuo con la natura, sviluppando il cosiddetto mito del buon selvaggio cioè dell'uomo che vive nelle società meno sviluppate e che, non ancora contaminato dalle distorsioni della civiltà moderna, ha un animo più nobile e puro.

Di tale clima culturale è discendente diretto, ad esempio il celebre romanzo di Daniel Defoe, scritto nel 1719, Robinson Crusoe.
Il culmine del fenomeno si ha soprattutto nel XIX secolo, in particolare nella seconda metà, alimentato anche da un gusto per tutto ciò che è esotico, proprio della sensibilità tipica del Romanticismo. Nell'immaginario degli europei il mondo esotico, in particolare quello orientale, prese la forma di una vita intensa e voluttuosa.
L'esotismo resisterà in diverse forme (vedi anche nel cinema) fino alla prima metà del XX secolo, per poi declinare progressivamente negli ultimi decenni.

### L'esotismo dalla seconda metà del XX° secolo
Anche nella seconda metà del XX secolo vi sono state in occidente mode e tendenze interessate alla cultura orientale, come avvenuto ad esempio attorno agli anni sessanta e settanta, quando una parte del mondo giovanile (vedi ad esempio la cultura Hippy) e artistico (ad esempio musicisti come Cat Stevens, George Harrison o Carlos Santana) fu fortemente attratta e influenzata soprattutto dalla filosofia e dalla religione indiana, e come testimonia anche la improvvisa riscoperta di opere come Siddharta di Hermann Hesse. Alcuni elementi di tale interesse si rintracciano ancora ad esempio nella cultura New Age.
Tuttavia in generale l'esotismo ha iniziato a declinare nel corso del XX secolo, specie dopo la seconda guerra mondiale, sostituito da una tendenza culturale e politica fortemente critica nei confronti del colonialismo e degli atteggiamenti culturali ad esso associati, che ha condotto a un maggiore equilibrio da parte dell'occidente nei confronti della cultura dell'est e del sud del mondo.
Il fenomeno della globalizzazione, con l'eccezionale sviluppo dell'informazione e dei mezzi di comunicazione, oltre ad un'accresciuta frequenza e velocità nei viaggi e dei flussi migratori, ha condotto molta parte degli occidentali a familiarizzare sempre più con luoghi, persone, immagini, usi e costumi, fenomeni culturali, dell'est e del sud del mondo, arrivando quindi ad una graduale smitizzazione dei mondi più lontani e in generale ad un ridimensionamento del fascino che l'"esotico" poteva avere in epoche passate.
Il termine «esotico» è ormai in prevalenza relegato all'uso nei linguaggi della pubblicità, del turismo o del giardinaggio.

## L'esotismo nell'arte

### Letteratura
A partire dai racconti di viaggio in estremo oriente di Marco Polo narrati nel suo Il Milione, proseguendo per il già citato Robinson Crosue di Defoe e con i suoi numerosi epigoni, la letteratura occidentale è ricchissima di opere di ambientazione o suggestione esotica.
Soprattutto nel corso del XIX secolo sempre più spesso in letteratura si hanno ambientazioni esotiche e di avventura nei paesi più lontani, frequentemente nella narrativa più popolare, ma non di rado anche nei romanzi di autori di più alto livello, come Emilio Salgari, Robert Louis Stevenson (L'isola del tesoro, Le nuove Mille e una notte), Rudyard Kipling (Kim, Il libro della giungla), Joseph Conrad (Lord Jim, Cuore di tenebra, Nostromo), fino ad alcune opere di autori più moderni come Ernest Hemingway (Verdi colline d'Africa), Hermann Hesse (Siddharta), Karen Blixen (La mia Africa).
L'esotismo in letteratura arriverà, a partire dalla fine dal XIX secolo, a misurarsi anche con le più complesse tematiche sociali e culturali del rapporto tra l'occidente colonizzatore e le culture colonizzate: si pensi ad esempio a romanzi come Giorni in Birmania di George Orwell, o a Passaggio in India di Edward Morgan Forster.

### Musica
Anche nella musica si rintracciano influenze e suggestioni esotiche, già dal XVIII secolo, fra le cosiddette 'turcherie' settecentesche, o gli 'ispanismi' e 'arabismi' ottocenteschi. Va ricordato a tale proposito l'enorme successo e il fascino che tuttora accompagna talune opere liriche dalla ambientazione esotica, come Madama Butterfly o Turandot di Giacomo Puccini.
In particolare tra la fine del XIX secolo e i primi decenni del XX diversi autori come Claude Debussy e Igor' Fëdorovič Stravinskij svilupparono un interesse per forme musicali esotiche, nel tentativo di rimettere in discussione le strutture compositive canoniche della cultura musicale occidentale, e operare quello che Pierre Boulez definiva "la rottura del cerchio d'Occidente".
Nella prima metà del XX secolo sarà poi l'irruzione del jazz nel panorama musicale occidentale a introdurre nuovi elementi ritmici e armonici mutuati dalle tradizioni afroamericane, che si diffonderanno presto nella musica occidentale, non solo in quella jazzistica e più popolare, ma con frequenti contaminazioni anche nelle forme compositive più elevate.
In particolare negli anni venti era diventato molto popolare nel jazz lo stile jungle, così chiamato perché i temi e il timbro orchestrale cercavano di suscitare un'atmosfera che ricordasse esoticamente un ambiente di giungla africana. In quel periodo anche Duke Ellington propose numerosi suoi brani che seguivano questa tendenza.
Sia nel jazz che nel rock si sono verificate frequenti contaminazioni con ritmi, sonorità e strutture musicali latino americane, caraibiche, africane, o asiatiche.

### Pittura
Come più sopra già accennato, a partire dal XVI secolo, negli affreschi che decorano le grandi residenze aristocratiche, ma non di rado anche in quadri e disegni, sempre più spesso vengono raffigurati paesaggi, tipi umani, e animali esotici, assecondando così un gusto dell'epoca derivato dalla curiosità per tutto ciò che provenisse dalle terre di recente scoperta e già colonizzate.
Anche nei secoli successivi, comunque, il fenomeno lascia dei segni molto importanti, con il sorgere della corrente della pittura orientalista, sviluppatasi soprattutto in Francia e in Inghilterra fra la fine del XVIII secolo e buona parte del XIX, con autori come Eugène Delacroix, Jean Auguste Dominique Ingres, Jean-Léon Gérôme, Frederick Arthur Bridgman, Addison Thomas Millar, Charles Sprague Pearce, che si dedicarono alla raffigurazione di paesaggi e scene di vita dell'oriente e soprattutto del mondo arabo, ritraendo costumi e ambienti ricchi di fascino, con suggestioni spesso sensuali o addirittura erotiche.
L'esotico in pittura ha poi influenzato molti pittori post-impressionisti, fra i quali Van Gogh e Gauguin.

### Cinema
Specie nella prima metà del XX secolo, anche il cinema ha frequentemente riproposto ambientazioni e personaggi esotici, già a partire dagli anni venti.
Numerosissime le pellicole ambientate ad esempio in Africa, a cominciare dalla lunghissima serie di film dedicati al personaggio di Tarzan, ma le più svariate ambientazioni esotiche si ritrovano anche, ad esempio, nella numerosa schiera di film di ambientazione marinaresca o incentrati su pirati e corsari.
Talvolta, specie nelle produzioni di tipo più commerciale e artisticamente meno elevate, la rappresentazione degli ambienti geografici e umani esotici era piuttosto approssimativa e spesso influenzata da stereotipi, tuttavia non sono mancate nel corso degli anni opere pregevoli in questo genere di cinematografia.
Grandi successi cinematografici, fra gli anni trenta e anni cinquanta sono stati ad esempio La regina d'Africa e Il tesoro dell'Africa, entrambi di John Huston con Humphrey Bogart, Casablanca di Michael Curtiz, Sahara di Zoltán Korda, Gli ammutinati del Bounty, e molti altri.

### Fumetto
Di spiccata natura esotica anche la serie di animazione Corto Maltese ispirata all'omonimo fumetto di Hugo Pratt, e anche talune opere di Milo Manara (Tutto ricominciò con un'estate indiana, Le avventure africane di Giuseppe Bergman, Le avventure asiatiche di Giuseppe Bergman).

## Galleria d'immagini

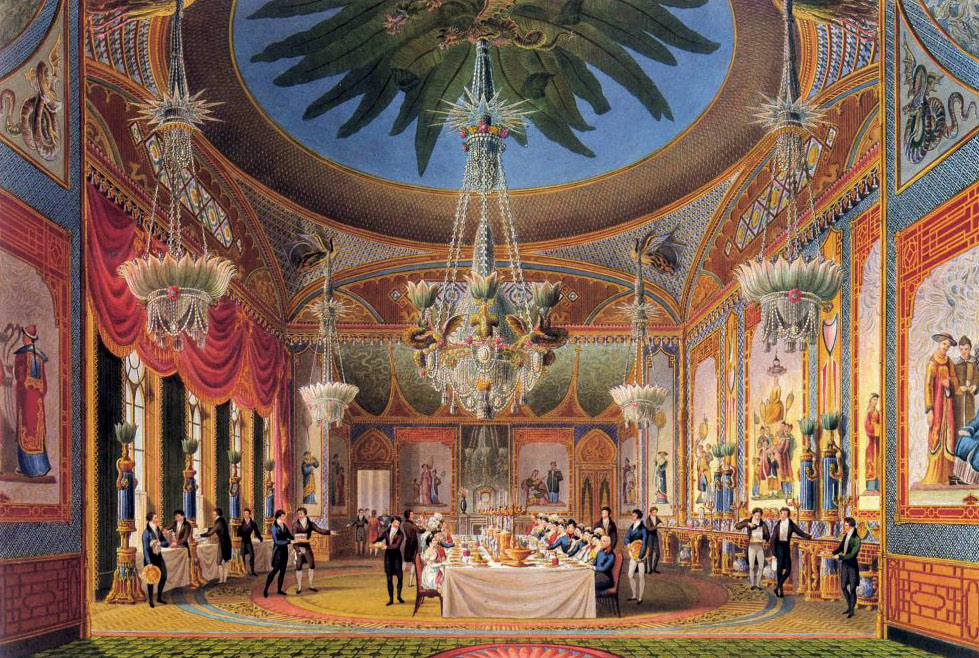
Chinoiseries nella sala dei banchetti del Royal Pavilion in Brighton (1826).
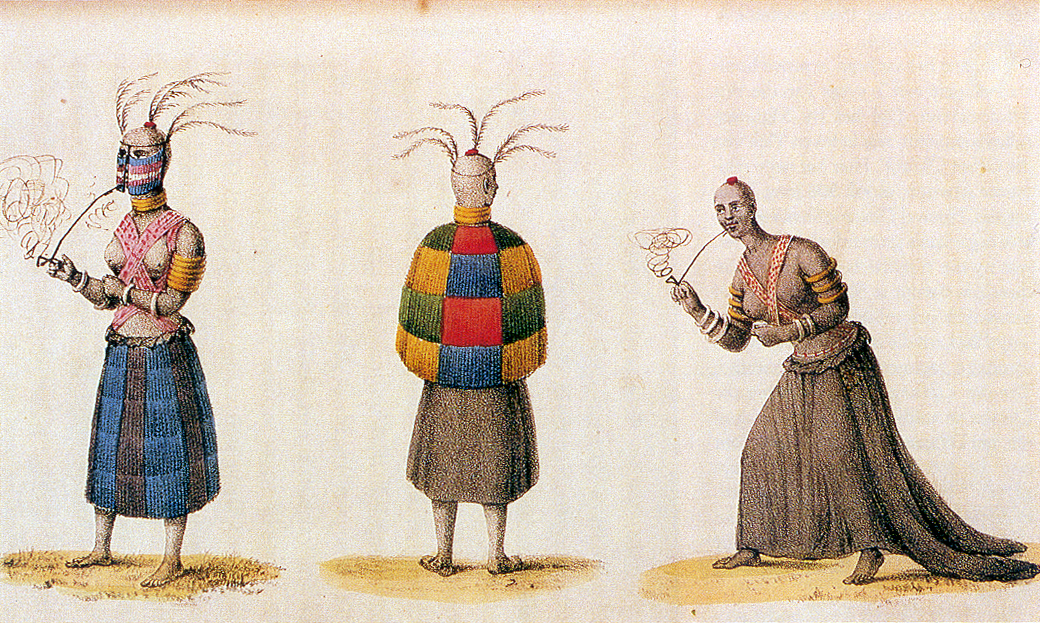
Danzatrici zulu (1835).
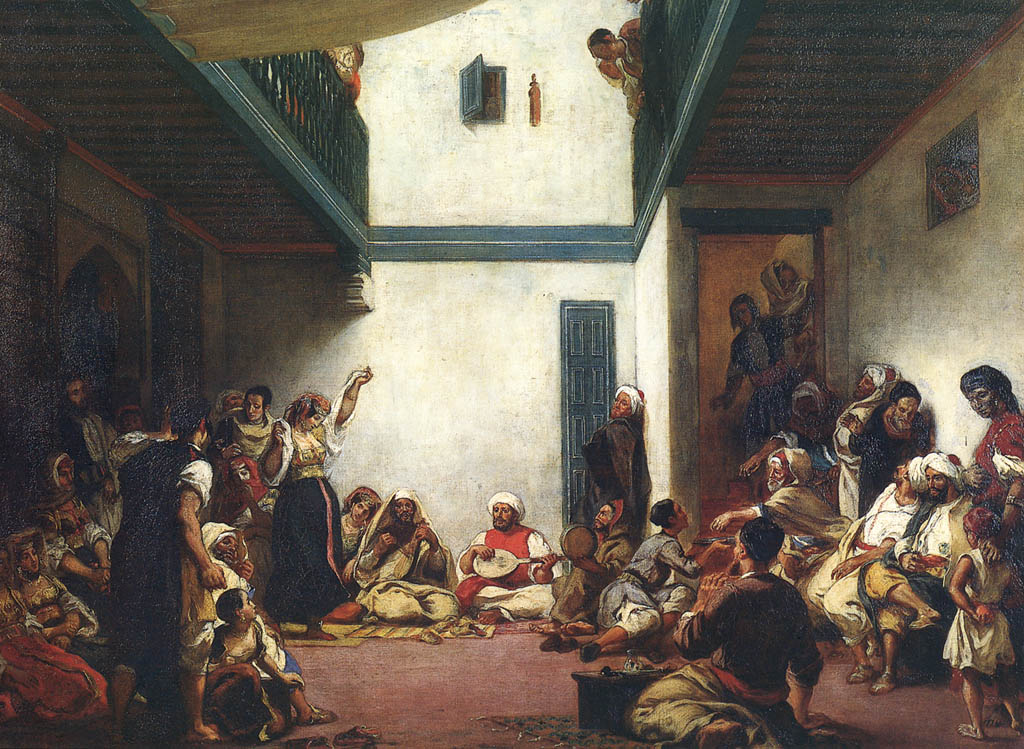
Delacroix, Nozze di ebrei in Marocco (1839).
Dominique Ingres, Il bagno turco (1862).
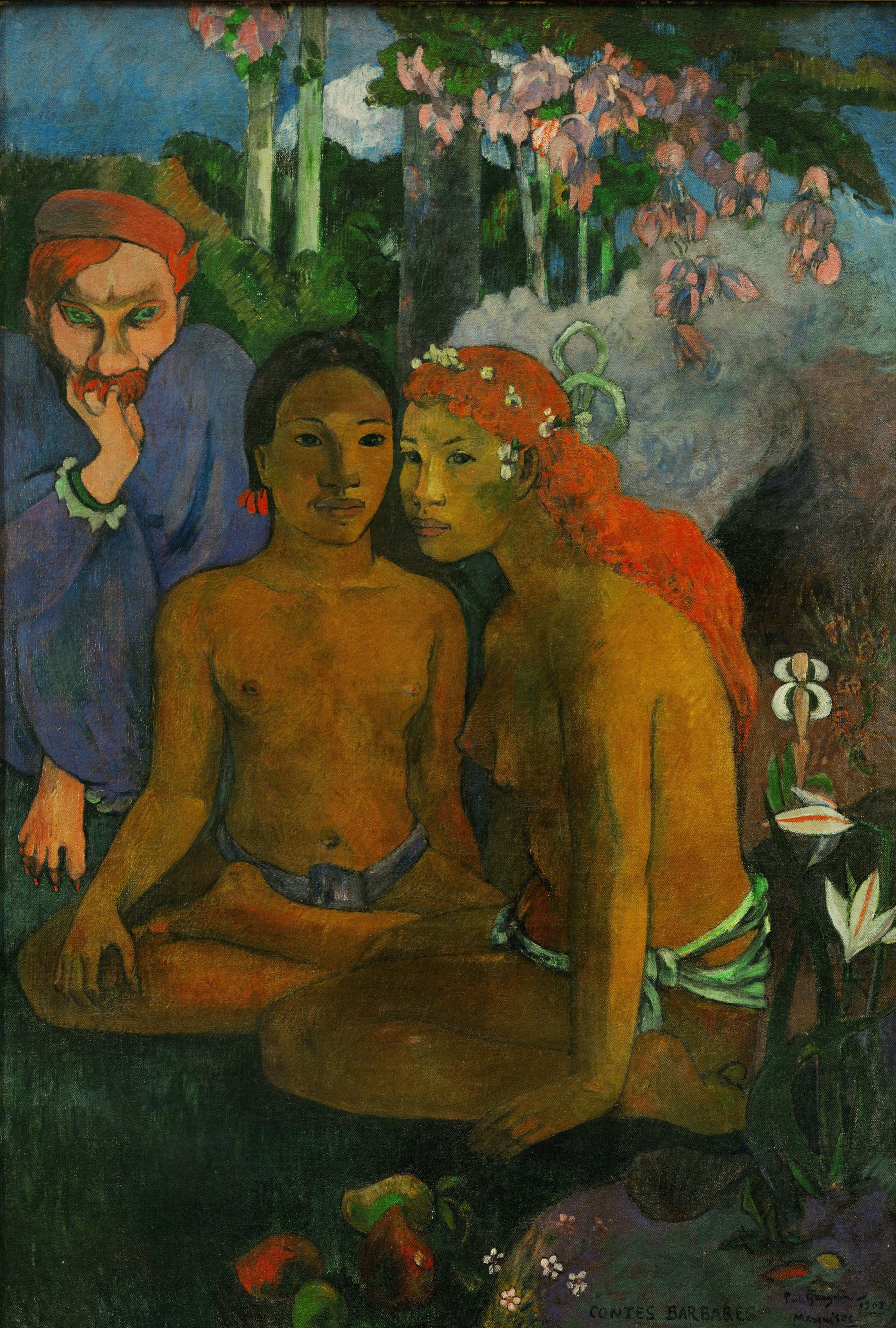
Paul Gauguin, Contes barbares (1902).
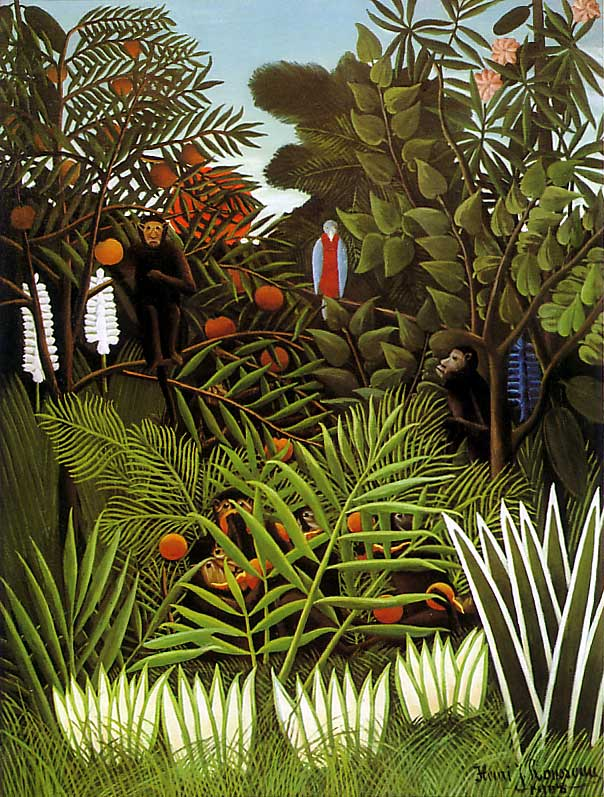
Henri Rousseau, Paesaggio esotico (1908).
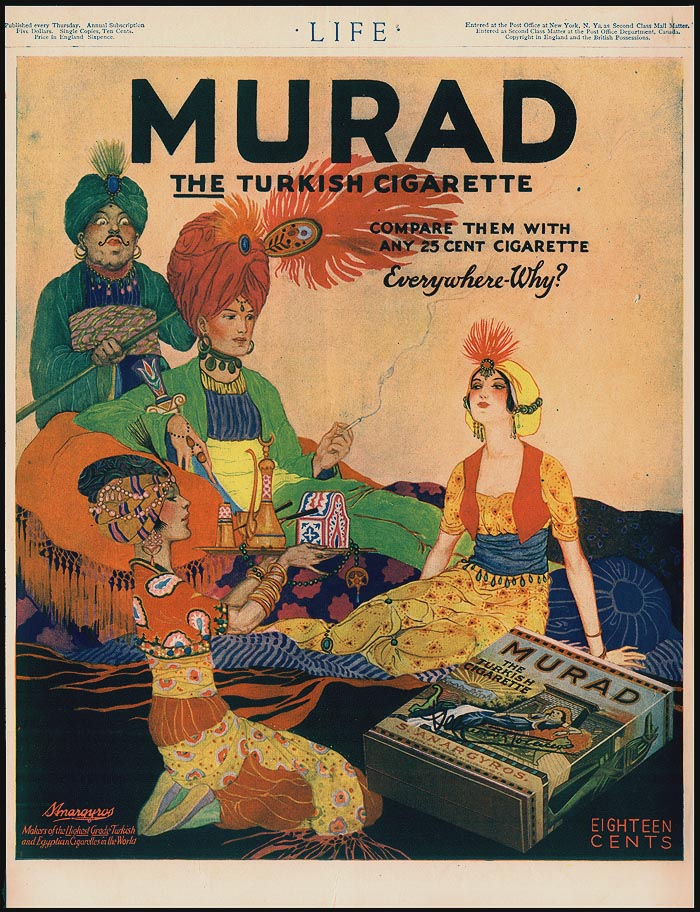
Pubblicità americana di sigarette turche (1918).
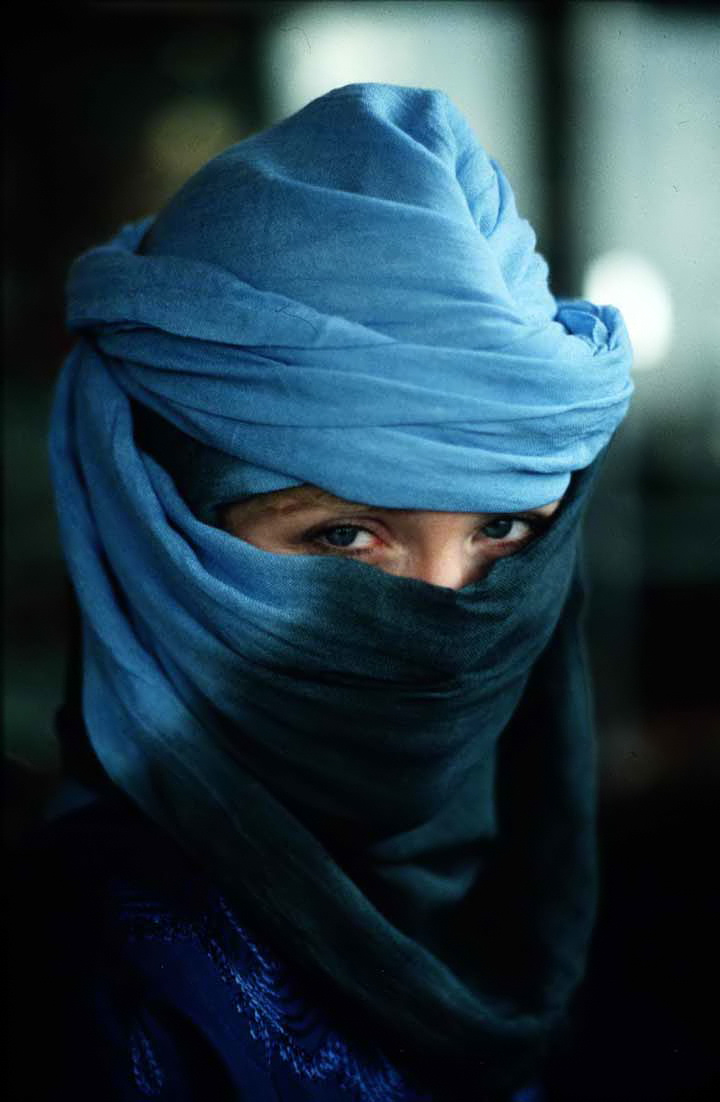
Donna velata a Marrakech (2005).
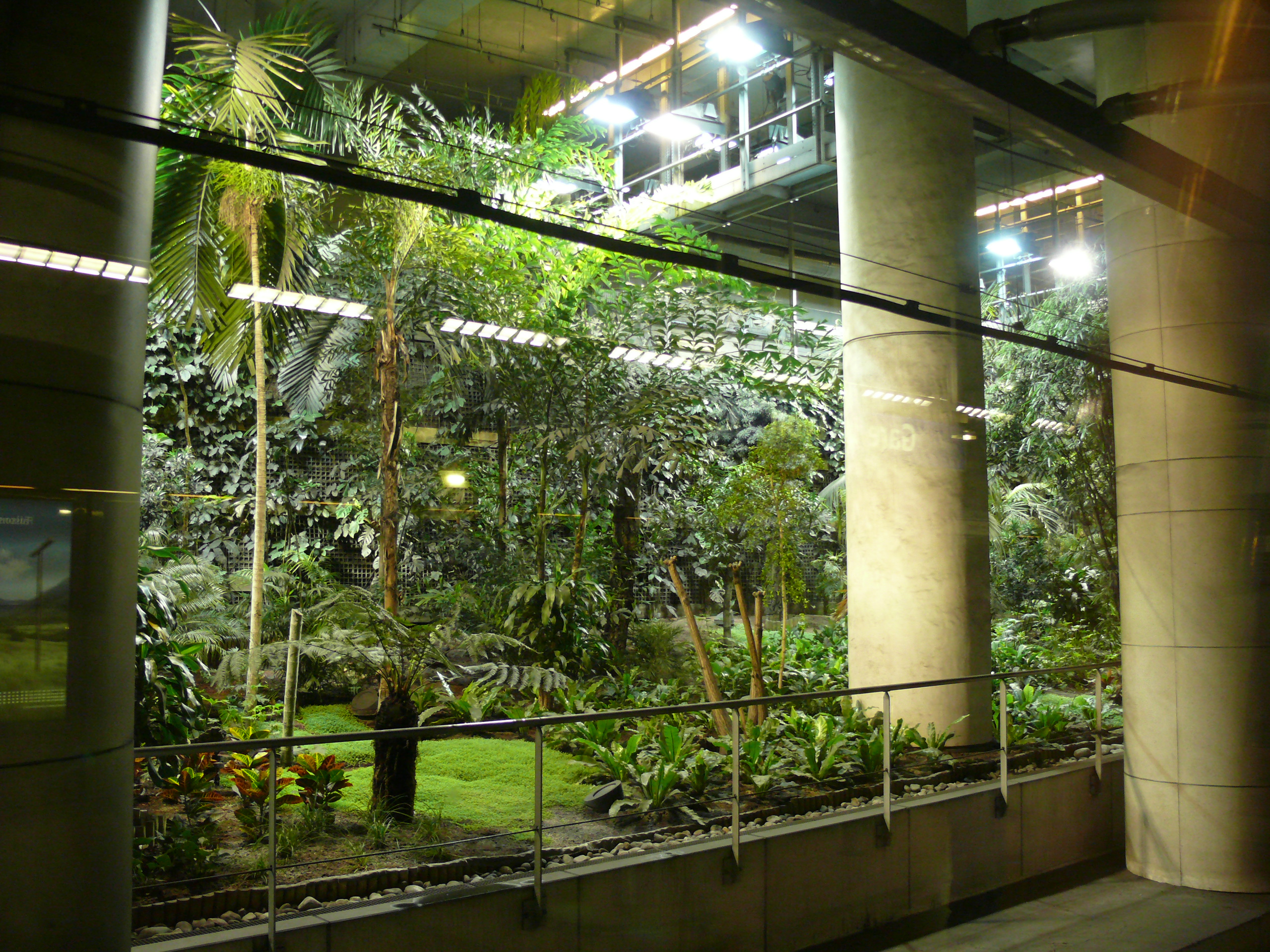
Giardino esotico alla Gare de Lyon (2007).